# Leandro Ricardo Vieira
Leandro Ricardo Vieira (* 3. April 1979 in Santo André, SP) ist ein ehemaliger brasilianischer Fußballspieler.

## Karriere
Der 1,79 Meter große Mittelfeldspieler begann seine Karriere 2000 beim Verein Coritiba FC, er stand drei Jahre unter Vertrag. 2001 wurde er an den Verein Deportivo Pasto ausgeliehen. 2004 unterschrieb er einen Vertrag in der zweiten Liga im Verein Kyōto Sanga. Während seiner Spielzeit absolvierte er ein Spiel. 2005 wechselte er mit seinen Landsleuten Adriano Pimenta, Tiago Bernardi und Adriano Spadoto in die Schweiz. Dort unterschrieben die vier einen Vertrag in der ersten Liga einen Vertrag beim FC Thun. Im UEFA-Pokal 2005/06 scheiterte er mit dem Klub im Sechzehntelfinale am Hamburger SV. 2006 kehrte er dem Verein den Rücken und wechselte in die zweite tschechische Liga zum Verein FK Teplice. Im Oktober 2008 wurde er bei einem Spiel verletzt und ist seitdem nicht mehr aktiv.